# Ed Royce
Edward Randall „Ed“ Royce (* 12. října 1951, Los Angeles, Kalifornie) je politik ze Spojených států amerických. Je členem Republikánské strany a od roku 1993 je členem Sněmovny reprezentantů Spojených států amerických za různé kalifornské okrsky.
Má bakalářský titul z účetnictví, který získal v roce 1977. Před vstupem do politiky žil z podnikání s portlandským cementem. Je ženatý a hlásí se k římskokatolické církvi.